# 11 septembre (film, 2017)
Pour les articles homonymes, voir 9/11.
Pour plus de détails, voir Fiche technique et Distribution.
11 septembre (9/11) est un film dramatique américain réalisé par Martin Guigui, sorti en 2017. Il est adapté de la pièce de théâtre Elevator de Patrick Carson, elle-même basée sur les attentats du 11 septembre 2001.

## Synopsis
Cinq personnes sont bloquées dans un ascenseur de la tour nord du World Trade Center au matin du 11 septembre 2001, et tentent de s'échapper avant l'effondrement du bâtiment.

## Fiche technique
Sauf indication contraire, les informations mentionnées dans cette section peuvent être confirmées par la base de données cinématographiques IMDb,  présente dans la section « Liens externes ».
- Titre original : 9/11
- Titre français : 11 septembre
- Réalisation : Martin Guigui
- Scénario : Martin Guigui et Steven James Golebiowski, d'après la pièce de théâtre Elevator de Patrick Carson
- Décors : Jack G. Taylor Jr.
- Costumes : Erica Howard
- Photographie : Massimo Zeri
- Montage : Eric Potter
- Musique : Jeff Toyne
- Production : Warren Ostergard, Martin Sprock et Dahlia Waingort
- Sociétés de production : Black Bear Studios, The Film House, Sprockefeller Pictures, Sunset Pictures, Thunder Studios et Vitamin A Films
- Société de distribution : Atlas Distribution Company (États-Unis)
- Budget : n/a
- Pays d'origine :  États-Unis
- Langue originale : anglais
- Format : couleur - 2.35:1
- Genre : drame
- Durée : 90 minutes
- Dates de sortie[1] :
  -  États-Unis : 8 septembre 2017
  -  France : 8 novembre 2019 (DVD)

## Distribution
- Charlie Sheen (VF : Robert Guilmard) : Jeffrey Cage
- Whoopi Goldberg (VF : Maïk Darah) : Metzie
- Gina Gershon (VF : Maia Baran) : Eve
- Luis Guzmán : Eddie
- Wood Harris : Michael
- Olga Fonda : Tina
- Jacqueline Bisset : Diane
- Bruce Davison : Monohan
- Faune A. Chambers : Holly
- Whitney Avalon : Nicki
- Clint Howard : Stu

## Production
Le tournage a eu lieu dans les Thunder Studios de Long Beach en Californie.

## Controverse
Le film fit controverse dès qu'il dévoila sa bande-annonce, accusé d'instrumentalisation. Et surtout par la distribution incluant Charlie Sheen qui très régulièrement dans ses déclarations soupçonne un complot autour du 11 septembre.